# IPadOS 15
iPadOS 15 — третий основной выпуск операционной системы iPadOS, разработанный Apple для линейки планшетных компьютеров iPad. Является преемником iPadOS 14. Об операционной системе было объявлено на Всемирной конференции разработчиков компании (WWDC) 7 июня 2021 года вместе с iOS 15, macOS Monterey, watchOS 8 и tvOS 15. Он был выпущен для публики 20 сентября 2021 года. Преемником стала iPadOS 16, представленная 6 июня 2022 года на WWDC 2022.

## История версий
Список версий iPadOS для iPad
| Версия        | Сборка      | Дата релиза      |
| ------------- | ----------- | ---------------- |
| iPadOS 15.0   | 19A346      | 20 сентября 2021 |
| iPadOS 15.0.1 | 19A348      | 1 октября 2021   |
| iPadOS 15.0.2 | 19A404      | 11 октября 2021  |
| iPadOS 15.1   | 19B74 19B75 | 25 октября 2021  |
| iPadOS 15.2   | 19C56 19C57 | 13 декабря 2021  |
| iPadOS 15.2.1 | 19C63       | 12 января 2022   |
| iPadOS 15.3   | 19D50       | 26 января 2022   |
| iPadOS 15.3.1 | 19D52       | 10 февраля 2022  |
| iPadOS 15.4   | 19E241      | 14 марта 2022    |
| iPadOS 15.4.1 | 19E258      | 31 марта 2022    |
| iPadOS 15.5   | 19F77       | 16 мая 2022      |
| iPadOS 15.6   | 19G71       | 20 июля 2022     |
| iPadOS 15.6.1 | 19G82       | 17 августа 2022  |
| iPadOS 15.7   | 19H12       | 12 сентября 2022 |
| iPadOS 15.7.1 | 19H117      | 27 октября 2022  |
| iPadOS 15.7.2 | 19H218      | 13 декабря 2022  |
| iPadOS 15.7.3 | 19H307      | 23 января 2023   |
| iPadOS 15.7.4 | 19H321      | 27 марта 2023    |
| iPadOS 15.7.5 | 19H332      | 10 апреля 2023   |
| iPadOS 15.7.6 | 19H349      | 18 мая 2023      |
| iPadOS 15.7.7 | 19H357      | 21 июня 2023     |
| iPadOS 15.7.8 | 19H364      | 24 июля 2023     |
| iPadOS 15.7.9 | 19H365      | 11 сентября 2023 |
| iPadOS 15.8   | 19H370      | 25 октября 2023  |
| iPadOS 15.8.1 | 19H380      | 22 января 2024   |
| iPadOS 15.8.2 | 19H384      | 5 марта 2024     |
| iPadOS 15.8.3 | 19H386      | 29 июля 2024     |
| iPadOS 15.8.4 | 19H390      | 31 марта 2025    |

## Функции

### Домашний экран
Сетка главного экрана уменьшена на одну строку для размещения новых виджетов (23 значка) и поворачивается в портретной ориентации, как в iOS 12 и более ранних версиях.

### Виджеты
Виджеты теперь можно размещать прямо в любом месте на главном экране. Есть больше виджетов, многие из которых теперь имеют новый четвёртый размер на выбор, будучи очень большими.

### Библиотека приложений
iPadOS 15 представляет библиотеку приложений с iPhone в iOS 14 на iPad.

### Многозадачность
Новый многозадачный пользовательский интерфейс позволяет пользователям переходить в режим разделенного просмотра, перемещаться по экрану и переходить в полноэкранный режим с помощью быстрых жестов. Полка с несколькими окнами обеспечивает быстрый доступ ко всем запущенным приложениям.

### Быстрая заметка
Новую функцию под названием «Быстрая заметка» можно активировать, проведя пальцем по экрану из угла или с помощью Apple Pencil, Центра управления или сочетания клавиш.

### Safari
Safari был переработан так же, как в iOS 15 и macOS Monterey. В Safari есть группы вкладок, которые позволяют пользователю организовывать вкладки в определяемые пользователем группы. Пользователи могут загружать сторонние расширения для Safari в App Store.

### Другое
- Universal Control позволяет пользователю использовать одну клавиатуру и мышь на разных компьютерах Mac и iPad, а в iPadOS 15.4 были добавлены новые сочетания клавиш[3].
- Приложение «Переводчик» теперь доступно в iPadOS 15.
- Обои по умолчанию в iPadOS 13 были удалены в первой бета-версии iPadOS 15.
- В iPadOS 15 появились новые обои в двух режимах: светлом и темном.
- Все модели iPad теперь имеют параметр «Режим энергосбережения» в настройках, как и параметр iOS «Режим энергосбережения» в настройках, а также могут быть добавлены в Центр управления.
- Поддерживает Live Text на iPad с процессором A12 Bionic или более поздней версии.
- Представляет режим фокусировки, как в iOS 15.

### Поддерживаемые устройства
Все устройства, поддерживающие iPadOS 14, также поддерживают iPadOS 15. Операционную систему получили следующие устройства:
- iPad Air 2
- iPad Air (3-го поколения)
- iPad Air (4-го поколения)
- iPad Air (5-го поколения)
- iPad (5-го поколения)
- iPad (6-го поколения)
- iPad (7-го поколения)
- iPad (8-го поколения)
- iPad (9-го поколения)
- iPad Mini (4-го поколения)
- iPad Mini (5-го поколения)
- iPad Mini (6-го поколения)
- iPad Pro (1-го поколения)
- iPad Pro (2-го поколения)
- iPad Pro (3-го поколения)
- iPad Pro (4-го поколения)
- iPad Pro (5-го поколения)